# Кульшит
Кульши́т (рос. Кульшит, марій. Кульшит) — присілок у складі Куженерського району Марій Ел, Росія. Входить до складу Русько-Шойського сільського поселення.

## Населення
Населення — 6 осіб (2010; 9 у 2002).
Національний склад (станом на 2002 рік):
- росіяни — 56 %